# Anna Borg
Anna Borg, nacida como Anna Gudmundina Gudrun Borgthórsdottir (Reykjavik, 30 de julio de 1903-Oslo, 14 de abril de 1963) fue una actriz islandesa-danesa, hija de la actriz islandesa Stefania Guðmundsdóttir, y casada en 1932 con el actor danés Poul Reumert.

## Biografía
Nació en Reykjavik, Islandia, su nombre completo era Anna Gudmundina Gudrun Borgthórsdottir. 
Borg estudió en la escuela del Teatro Real de Copenhague en 1928, y debutó como actriz al siguiente año encarnando a Maria en la obra Galgemanden. Hasta su muerte trabajó en el Teatro Real, exceptuando cuatro años en los cuales obtuvo papeles en los teatros Dagmarteatret y Folketeatret, ambos en Copenhague. Fue especialmente popular por el personaje de Gretchen en Fausto. Otros personajes interpretados por ella fueron Ana Bolena en la pieza de Kaj Munk Cant, la hija de Indra en la obra de August Strindberg El sueño, y Hilde en Bygmester Solness, de Henrik Ibsen. A partir de 1958 dio clases en la escuela del Teatro Real. 
Por su trayectoria, en 1941 se le concedió la medalla Ingenio et arti.
Anna Borg falleció en 1963 en un accidente de un avión de Icelandair que tuvo lugar en el Aeropuerto de Oslo-Fornebu. Fue enterrada junto a Poul Reumert en el Cementerio Mariebjerg de Copenhague.

## Filmografía
- De kloge og vi gale (1945)
- Affæren Birte (1945)